# Basta che funzioni
Basta che funzioni (Whatever Works) è un film del 2009 scritto e diretto da Woody Allen.
Il film è stato girato a New York, segnando il ritorno di Woody Allen nella sua città natale dopo quattro film girati in Europa, tre a Londra (Match Point, Scoop e Sogni e delitti) e uno a Barcellona (Vicky Cristina Barcelona). Protagonista del film è un alter ego di Allen, Larry David, star della serie televisiva Curb Your Enthusiasm e co-creatore della serie Seinfeld.

## Trama
Boris Yellnikoff, un uomo di mezza età un tempo fisico di fama internazionale e candidato al Premio Nobel, divorzia dopo aver tentato il suicidio. Va a vivere da solo e cerca di isolarsi dalle persone che non ritiene siano al livello del suo intelletto. Per guadagnarsi da vivere insegna a giocare a scacchi ad alcuni bambini, adottando comportamenti bruschi e impazienti anche con i suoi giovani allievi.
Una sera, rientrando a casa, si imbatte in Melodie St. Ann Celestine, una giovane ragazza del Mississippi scappata a New York, che mendica un po' di cibo e un posto dove passare la notte. Il carattere misantropo e cinico di Boris non è un problema per l'ingenua Melodie, che ottiene di poter rimanere nella sua casa fino a quando non sarà riuscita a trovare un'occupazione.
Dopo avere trovato un lavoro come dog-sitter, la ragazza confessa all'uomo di essersi innamorata di lui; dapprima la reazione di Boris è fortemente contrariata - il suo rifiuto verso il mondo comprende anche i rapporti con le donne - ma in seguito a una serata, in cui Melodie mostra d'aver assimilato una parte degli "insegnamenti" di Boris riguardo alla vita e all'universo, i due si sposano.
L'arrivo dei genitori di lei, però, sovverte l'ordine costituito nella coppia. La madre, dalle idee molto conservatrici, abbandonata dal marito si stabilisce a casa loro. Il contatto con la cultura newyorchese apre la mentalità della suocera, che diventa un'artista e instaura una relazione con due uomini; tuttavia nel frattempo cerca di porre fine al matrimonio tra Boris e Melodie facendo conoscere alla figlia Randy, un ragazzo giovane e attraente.
In città giunge anche il padre di Melodie, la cui nuova relazione non ha avuto successo. L'uomo scoprirà di essere sempre stato omosessuale. Quando Melodie confessa al marito di essersi innamorata di Randy, Boris tenta nuovamente il suicidio e si getta dalla finestra, ma finirà per atterrare su una donna, che in seguito diventerà la sua nuova compagna.

## Distribuzione
Il film è stato presentato in anteprima al Tribeca Film Festival il 22 aprile 2009, nelle sale cinematografiche statunitensi è stato distribuito il 19 giugno, uscendo poi in Italia il 18 settembre.

## Riconoscimenti
- 2009 - Alliance of Women Film Journalists
  - Maggior differenza d'età tra il protagonista e il suo partner a Larry David e Evan Rachel Wood
- 2010 - Turia Awards
  - Miglior film straniero

## Curiosità
Il film era stato scritto da Allen verso la fine degli anni settanta. Il ruolo del protagonista Boris Yellnikoff, interpretato da Larry David, era stato scritto e ideato per Zero Mostel, che tuttavia morì nel 1977 prima che il progetto potesse realizzarsi, il che portò Allen a "congelare" di fatto il film per oltre 30 anni.